# مصطفى ذكري
مصطفى ذكري (1966 -) هو كاتب وأديب مصري من مواليد القاهرة يعرف لأفلامه عفاريت الأسفلت (1995) وجنة الشياطين (1999).

## فترة الشباب
تخرج مصطفى ذكري من المعهد العالي للسينما عام 1992 شعبة سيناريو، ويذكر أنه في اختبار السيناريو بأنه تغاضى عن الإجابة عن السؤال المطلوب وإنما خرج عن النص، وقد أعجب مدير المعهد كامل القليوبي وأساتذته بكتابته وحصل على التصنيف الأول على دفعته في الاختبار.

## أعماله الأدبية

### الروايات
- تدريبات على الجملة الاعتراضية - 1995
- هراء متاهة قوطية - دار شرقيات - 1997
- الخوف يأكل الروح - دار سرقيات - 1998
- لمسة من عالم غريب - دار شرقيات - 2000
- مرآة 202 - دار ميريت - 2003
- الرسائل - دار ميريت - 2006
- على أطراف الأصابع (يوميات) - دار العين - 2009
- حطب معدة رأسي (يوميات 2) - دار العين - 2012
- إسود وردي - دار الكرمة - 2014
- أقصى ما يمكن[4] (يوميات 3) - دار الكتب خان - 2018

### الأفلام
- سيناريو فيلم عفاريت الأسفلت (1995)
- سيناريو فيلم جنة الشياطين (1999)

## الجوائز

### الروايات
- ظهر كتاب «تدريبات على الجملة الاعتراضية» في المجلس الأعلى للثقافة عام 1995
- نالت رواية «لمسة من عالم غريب» جائزة الدولة التشجيعية عام 2004

### الأفلام
- نال فيلم عفاريت الأسفلت بعض الجوائز وأهمها جائزة السيناريو في مهرجان الفيلم الأفريقي بجوهانسبرغ عام 1996
- نال فيلم جنة الشياطين بعض الجوائز وأهمها جائزة السيناريو بمهرجان الإسكندرية عام 1999

## روز اليوسف
عمل ذكري منذ عام 2008 وحتى عام 2010 في جريدة روز اليوسف حيث كان له مقال أسبوعي يكتب فيه مقالات ومختارات من كتاباته السابقة

## آراء أدبية
يرى مصطفى ذكري أن الأدب لا يجب أن يكون له رسالة جماهيرية، وفي حوار معه في المصري اليوم عن يومياته (على أطراف الأصابع) قال أن آراء علاء الأسواني - والتي ترى أن الأدب يجب أن يكون له رسالة جماهيرية - «خطيرة», يقول ذكري: هذا أقرب من منهج القراءة الرشيدة..الذي كان متبعا في حصص المطالعة».. لهذا يبدو هجوم ذكرى على صاحب «عمارة يعقوبيان» مؤلما بقوله: «لن تفتقد أي شئ إذا شاهدت الفيلم قبل أن تقرأ الرواية».. لكن ذكرى لا يتوقف عند هذا التصريح، بل يستعين برأى عالم الاجتماع الماركسى «بيير بورديو»، الذي يقول فيه: «من مصلحة الفن ألا تكون له مصلحة».
وقد سعى ذكري في يومياته إلى كتابة فقرات أدبية نقية، لا تتصل بالواقع، حيث يرى أن التعامل مع الواقع «لا ينتج أدبا». يستعين لتأكيد هذه الفكرة بكافكا، الذي يراه كاتباً «سوبر»، فهو يلتزم بفكرة البرج العاجى، وإذا تخلى عنها يحتمى بقبو، ويقول ذكرى: «إذن الانفصال عن الواقع ضرورى».[1]
ويتحدث مصطفى ذكري عن الركائز التي كان لها تأثير مباشر على تشكيل رؤيته في الكتابة في حوار في جريدة الشروق:
«كانت البداية مع القراءة الحرة، وعلى وجه الخصوص القراءة في السِيَر الذاتية للكتَّاب.كان الخمول والفشل وعدم الانسجام مع الواقع هي الصفات التي وجدتها عند أغلب الكتَّاب.إنهم غريبو الأطوار حالمون تلمس أصابعهم أطراف الماء دون الخوض في الحياة الحقيقية، فقلتُ بأسًى إنهم مثلي، أنا من تلك السلالة العاجيَّة المُسالمة. بعد ذلك كان تأثير الأعمال الفنيَّة. وكان ديستوفسكي له التأثير العاصف على ذوقي الجمالي. كان اضطرابه وتعثر شخصياته ومرضها واللاشكل المُهيمن على رواياته من الأمور التي وضعتُ عليها نظرة جمالية في الفن مفادها التطرف والحدة والنزاهة. ومن الطريف هنا طالما جاء ذكر ديستوفسكي هو الإشارة إلى ما توصف به أعماله الروائية بأنها أعمال غارقة في نزعتها الشكلية كما توصف أعمال جويس. الحقيقة أن المعسكر الآخر هو الذي ينتمي إلى النزعة الشكلية الجامدة، على سبيل المثال كونديرا في» النكتة«ونجيب محفوظ في» ميرامار«أما» عوليس«أو» الأبله«فهي خالية تماماً من النزعة الشكلية. أتصور أن الفرق بين كتَّاب كلاسيكيين مثل نجيب محفوظ وتولستوى وكونديرا من جهة وبين كتَّاب طليعيين مثل ديستوفسكي وجويس وهريمان هيسه من جهة أخرى هو أن الكاتب الكلاسيكي يملك تصميماً مسبقاً لشكل روايته، وعندما ينطلق في تنفيذ الشكل لا يعوقه شيء عن الإنجاز، في» ميرامار«نستطيع منذ البداية الحدس بالبناء على مدى الرواية، خمس شخصيات روائية ببطاقات درامية صارمة، وخمس وجهات نظر بتتابع لا يختل، هكذا» النكتة«لدى كونديرا، أيّ أن الكاتب هنا يملك زمام كتابته، بعكس ديستوفسكي الذي تملكه الكتابة نفسها، فيصبح عرضة للأهواء الفنيَّة والمفاجآت التي مهما كانت خبرة القارئ لا يستطيع الحدس بها. عند جويس وديستوفسكي وبو وكافكا هناك خيانة دائمة للشكل الفنيّ. مَنْ كان يستطيع في القراءة الأولى ل» عوليس«الحدس بخيانة جويس لبطله ستيفن ديدالوس- وهو بطله الأثير- لحساب بلوم الذي يظهر فجأة بعد الثمانين صفحة الأولى. أتذكر هنا عبارة كونديرا، وهو الكلاسيكي العائد، بأن العقد المُبرم بين الكاتب والقارئ يجب أن يكون واضحاً منذ البداية، أيّ على الكاتب أن يكون مُخلصاً لشكله البنائي، لا سماح بالأهواء بالاضطرابات بالخيانات. إنني أنتمي إلى معسكر الكتَّاب الذين يُبرمون العقود وينقضونها وعلى المُتضرر اللجوء إلى القضاء الأدبي. أمّا عن القناعات الجمالية، فهي تهتز من حين لآخر، إلا أنني أفضِّل الآن أن أكون على هامش تلك القناعات. أن تكون على هامش ما تنتمي إليه كما يقول بيسوا».[2]

## كتابات مختارة

### الطريق
كان عليه أن يقيس زمن ملله ويأسه بمسافات مقطوعة تحجزها جدران شقته عن الاسترسال. كأنّ تجواله البيتيّ يُمثل طقساً فريداً منسياً لديانة لم يعرف متنها الأصلي، لكنه لا يستطيع للطقس دفعاً. خطوات ممسوسة حثيثة تذرعُ البلاط والباركيه والسجاجيد مئات المرات لتحصد في النهاية خيالاً سميناً معلوفاً بتبْن الجنون. تخيل بأسًى لو أن المسافات المُتقطعة المكبوتة بصد الجدران، قُدِّر لها، فمُدت على استقامتها عبر طريق طويل، لكان شعوره بالاطمئنان أفضل مما هو عليه الآن. كان الطريق في حلم يقظته الأبديّ يأتي إليه ممدوداً في صباح شتويّ باكر، تزينه من الجانبين أشجار سامقة، جذوعها سميكة راسخة مستقيمة، وهناك ضباب خفيف يهدهد العين ويُنعِّم الرؤية. أرض الطريق المدكوكة نديَّة ضيقة. كان يعرف أن عليه سير الطريق، إلا أن دوره لم يأت بعد، وما عليه الآن سوى الانتظار. كان الانتظار لا يزعجه، فهو يتيح له التفكير في أمور لطالما أحبها. أمن حقه أن يصبغ سيره بصبغة الأداء والأسلوب؟ كأنْ يلمس بأطراف أصابعه بين الحين والآخر جذوع الأشجار القوية، ويبتسم للمسافات المنتظمة بينها، ويمرر يده بحركة بطيئة- كأنه يملك الغفران لسنوات عمره- على جبهته العريضة؟ أم يكتفي بالسير المُنزَّه عن الأداء والأسلوب؟ فلا شك أن السير في هذا الطريق كاف لنبذ الأساليب جميعاً. كان بعد لحظات من تخيل نفسه سائراً في الطريق، ودون أن يعلم، هل طالت تلك اللحظات أم قصرت، وكيف تم الانتقال، يجد نفسه في وضع مَنْ يتأمل طريقاً آخر شاغراً مُقفراً، من مكان مرتفع. الغريب أن التأمل غير مرهون بالسير أو الانتظار هذه المرة. المكان المرتفع أشبه بكافيتريا تبث بحياء أصواتاً رقيقة، تتفتح أحاديثها وتشتد مع القهوة الصباحية والمخبوزات الخفيفة. كانت أدنى محاولة منه وهو جالس إلى جوار النافذة يستولد حلمه بالصمت وطول التحديق، للفت نظر الزبائن المشغولين بفطورهم وقهوتهم، كافية لضياع الطريق. في الحقيقة لم يكن واثقاً في قدرتهم على الرؤية، ليس لأن منهم مَنْ لا يملك الشفافية والعمق الكافي، بل لأنهم يمثلون هنا في الجوار بحديثهم اليومي جزءاً من الطريق السائر تحت أعينهم بشبحيَّة دائمة. إنهم جزء من اللوحة التي تحتاج إلى مَنْ هو خارجها حتى يستطيع الحديث إليهم عنها. كَتَمَ فرحته بجمال الطريق، وعَجَنَ شوق إعادته في المستقبل بأشكال الإعادة اللانهائية المُتاحة لكل كاتب. وعرف ليس دونما خيبة أمل، أن تحديدات الخيال بعد نقطة الانطلاق اليسيرة، تكتسبُ شيئاً فشيئاً صلابة التحديدات الواقعية، وقد تفوقها تعقيداً، بل تتنكر عندما يشتد عودها من نقطة انطلاقها اليسيرة. ها هو حلم اليقظة بطريق ممدود للسير غير المُتقطع، يفضي إلى طريق آخر، شاغر ومُقفر.

### سنوات
كانت قد أسلمتْ نفسها إليه في حلم قبل أربعين سنة. وكان عليها أن تسد الفجوة التي انفتحتْ من جرَّاء عدم تصديقه أنها بين يديه في حلم. كان يحملها مسؤولية رأب الصدع العميق، دون كلمة واحدة، دون إشارة واحدة. وكان يشك في قدرتها على ذلك. الآن بعد أن تجاوز الستين، عاودته ذكرى الحلم، وهو يُقلِّب في بعض الصور الفوتوغرافية القديمة، ومع التحديق الطويل في وجه صاحبة الصورة، عادتْ إليه لحظات قبل وبعد ثبات اللقطة الفوتوغرافية. كانت تبذل مجهوداً مضحكاً لضم شفتيها أمام عدسة التصوير، إلا أن الابتسامة العابثة تسرَّبتْ إلى الوجنتين والعينين. كما يُكْتم الماء في موضعٍ، فيظهر في موضعٍ آخر. كان عمرها في ذلك الوقت لا يتجاوز السادسة عشرة. وكانت تضع مُقوِّم أسنان حديدي، تكره بمرح أن يظهر في الصورة. بعد اللقطة الفوتوغرافية مسحتْ بأطراف أصابعها ماء الابتسامة عن عينيها. انقطعتْ عنه أخبارها طوال أربع سنوات، ثم جاء حلمه بها فجأة. علم في بداية خمسيناته أنها ماتتْ في حادثة سيَّارة منذ ثلاثين سنة. كانت في العشرين من عمرها، أي في مثل عمره عندما حلم بها. أيكون حلمه قد استدعى موتها؟ أم حادثة الموت هي التي استدعتْ الحلم بها؟
غرق في كآبة وشعور بالذنب، وهو ينظر إلى شعاع ضوء الغروب المُنفلت من وراء ستارة النافذة، والمُستقر بلونه البرتقالي الدامي على حافة المكتب. حرَّكَ الصورة الفوتوغرافية ذات القطع المتوسط المُستعْرض التي تضم زوجته وصديقتها تحت شعاع الغروب. مع التحريك اكتسبَ الوجهان كلٌ منهما على حدة، الضوء الواهن نفسه. كان شعاع الضوء الضيِّق النحيف لا يسع الوجهين معاً. بدت الزوجة بملامحها الهادئة أكبر من صديقتها، وكأنّها ستموت قبل الصديقة. في المقابل بحثَ عن أي شيء يوحي بموت صديقتها بعد أربع سنوات من تاريخ الصورة، مُتجاهلاً خبر موتها الذي جاءه بعد ثلاثين سنة، فلم يجد أدنى إشارة- ولو خفيَّة- عن هذا الموت المبكر، إلا إذا كان عمر زوجته الذي يزيد ثلاث سنوات على عمر الصديقة، يحمل نذير شؤم مستقبلي، كان عليه أن يقرأه منذ أربعين سنة. أدركَ بنفور وانقباض أنه عاش سنوات طويلة مع زوجته بهذا الفارق الثابت بين عمريهما. كأنّه كان يأمل من بداية خمسيناته أن يتحرك فارق السنوات المشؤوم.
1. ↑  "معلومات عن مصطفى ذكري على موقع d-nb.info". d-nb.info. مؤرشف من الأصل في 2019-12-13.
2. ↑  "معلومات عن مصطفى ذكري على موقع id.loc.gov". id.loc.gov. مؤرشف من الأصل في 2019-12-13.
3. ↑  "معلومات عن مصطفى ذكري على موقع viaf.org". viaf.org. مؤرشف من الأصل في 2019-12-13.
4. ↑  ذكري، مصطفى. "رابط الكتاب على موقع Goodreads". https://www.goodreads.com. مؤرشف من الأصل في 2020-04-15. {{استشهاد ويب}}: روابط خارجية في |موقع= (مساعدة)